# Sunayna Kuruvilla
Sunayna Kuruvilla (* 22. Mai 1999 in Kochi) ist eine ehemalige indische Squashspielerin.

## Karriere
Sunayna Kuruvilla spielte ab 2017 auf der PSA World Tour. Ihre höchste Platzierung in der Weltrangliste erreichte sie mit Rang 67 im Februar 2020. Mit der indischen Nationalmannschaft nahm sie 2016 und 2018 an der Weltmeisterschaft teil. Bei Asienspielen sicherte sie sich mit der Mannschaft 2018 die Silbermedaille. 2019 wurde sie indische Vizemeisterin.

## Erfolge
- Asienspiele: 1 × Silber (Mannschaft 2018)
- Indische Vizemeisterin: 2019